# Doliocarpus aracaensis
Doliocarpus aracaensis är en tvåhjärtbladig växtart som beskrevs av G. Aymard C. Doliocarpus aracaensis ingår i släktet Doliocarpus och familjen Dilleniaceae. Inga underarter finns listade i Catalogue of Life.